# سیمون فالت
سیمون فالت (انگلیسی: Simon Falette؛ زادهٔ ۱۹ فوریهٔ ۱۹۹۲) بازیکن فوتبال اهل فرانسه است.
از باشگاه‌هایی که در آن بازی کرده‌است می‌توان به باشگاه فوتبال لوریان، باشگاه فوتبال استاد برستوا ۲۹، و باشگاه فوتبال متس اشاره کرد.
وی همچنین در تیم ملی فوتبال گینه بازی کرده‌است.